# Maungakiekie / One Tree Hill
Maungakiekie / One Tree Hill (Der einbäumige Hügel) oder „Maungakiekie“ in der Sprache der Māori ist der Überrest eines früheren Vulkans, der auf der Nordinsel Neuseelands in der Großstadt Auckland liegt. Er ist sowohl für Māori als auch für andere Neuseeländer eine wichtige Erinnerungsstätte.
Der Berg wurde von den Pākehā, den europäischen Siedlern, „One Tree Hill“ genannt, weil früher nur ein Baum auf dem Gipfel stand. Heute ist der Hügel baumlos. Der maorische Name bedeutet „Berg der Kiekie“, einer nur in Neuseeland vorkommenden Kletterpflanze. Der Ausblick vom Gipfel des One Tree Hill ist sehr beliebt.
Das Auckland Volcanic Field ist ein vulkanisches Gebiet mit 49 Vulkanen, die in den letzten 150.000 Jahren ausgebrochen sind. Davon ist der Maungakiekie / One Tree Hill einer der größten Vulkane, seine Spitze ist 183 m hoch und bei einem Ausbruch vor 20.000–30.000 Jahren entstanden. Der Lavastrom floss 2,4 km bis zur Küste. Es entstand Lavagestein in der Form eines Schlackenkegels. Die Gesamtmenge betrug 325.000 Kubikmeter. Schlackensteine wurden bis 1957 noch ausgebrochen, insgesamt wurden ca. 25.000 Kubikmeter abgebaut.

## Der Hügel in der Geschichte der Māori
Māori besiedelten Neuseeland wahrscheinlich ab dem 12. Jahrhundert, und der Großraum des heutigen Auckland war aufgrund seiner fruchtbaren Erde und Wassernähe beliebtes Siedlungsgebiet. Der Māori-Name für Auckland, Tāmaki-makau-rau, zu deutsch „von Vielen begehrt“, mag dies bezeugen. Am Hügel entstand wohl ab dem 15. Jahrhundert ein Pā, das mit 5.000 Einwohnern das größte Neuseelands war.
Durch Erdarbeiten und Terrassenbau wurde die bebaubare Fläche erweitert. 

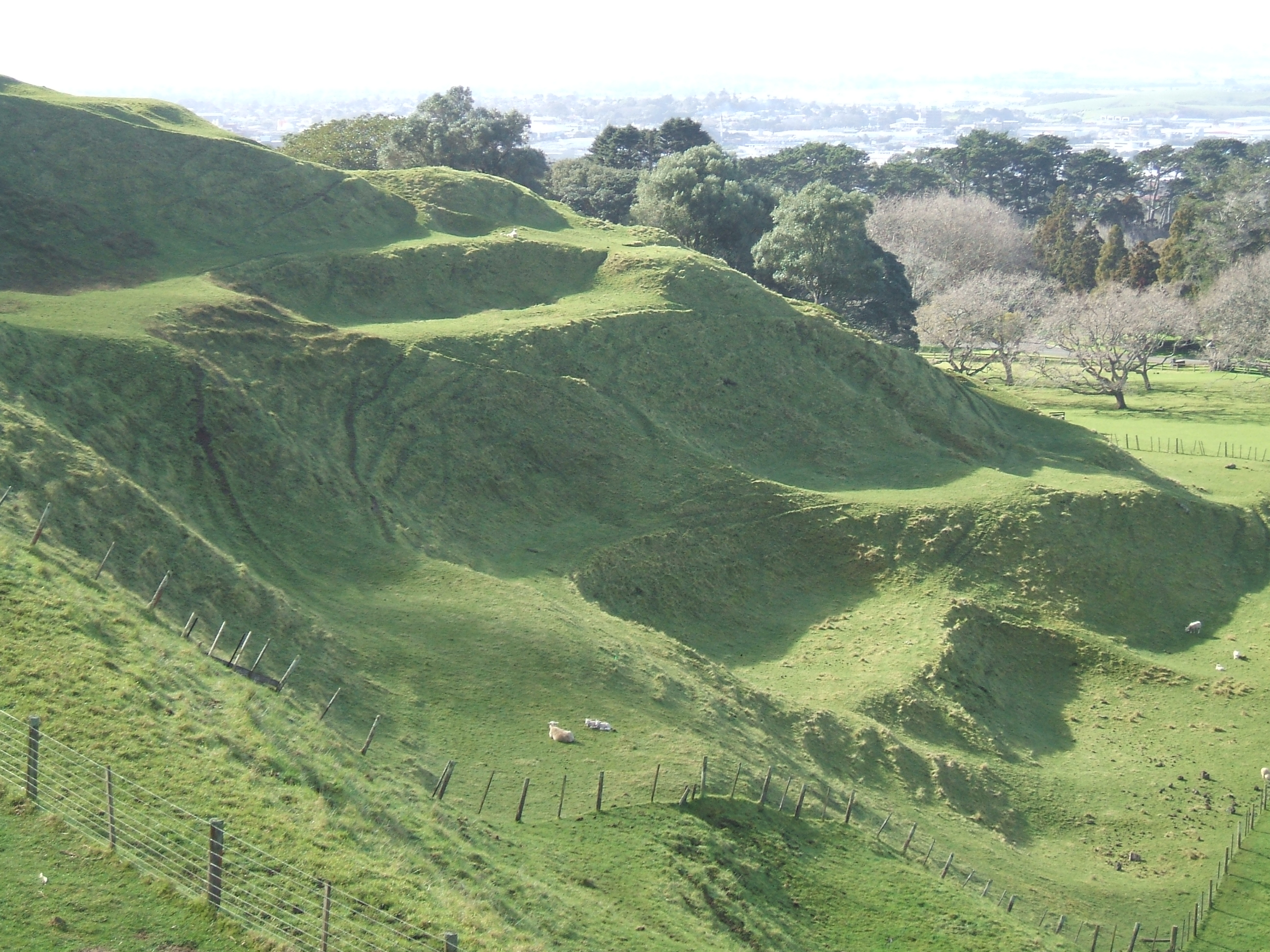
Terrassenbau der Māori im 17. Jahrhundert

Am Anfang des 18. Jahrhunderts herrschte Kiwi Tamaki, ein Häuptling der Ngā Marama, über die Gegend. Unter seiner Führerschaft soll One Tree Hill praktisch unangreifbar gewesen sein, und es wurden Zölle für die Durchreise von Nord nach Süd verlangt  Um diese Zeit war Kiwi Tamaki von seiner eigenen Wehrkraft so überzeugt, dass er sich entschloss, einen feindlichen Iwi, den nördlich siedelnden Ngāti Whātua, anzugreifen. Allerdings ließ Kiwi Tamaki bei einer Vergeltungsschlacht sein Leben. Danach übernahm Ngāti Whātua den One Tree Hill und dessen Umgebung. 
Im Jahr 1825 wurde der noch gut befestigte One Tree Hill von Ngāpuhi angegriffen. Diesmal konnte sich die Ngāti Whātua gegen den Angriff nicht wehren und waren gezwungen, One Tree Hill aufzugeben. Bis 1845, als das Land um den Hügel an einen europäischen Händler verkauft wurde, blieb die fast zerstörte Wohnburg auf One Tree Hill unbesetzt.

## Cornwall Park

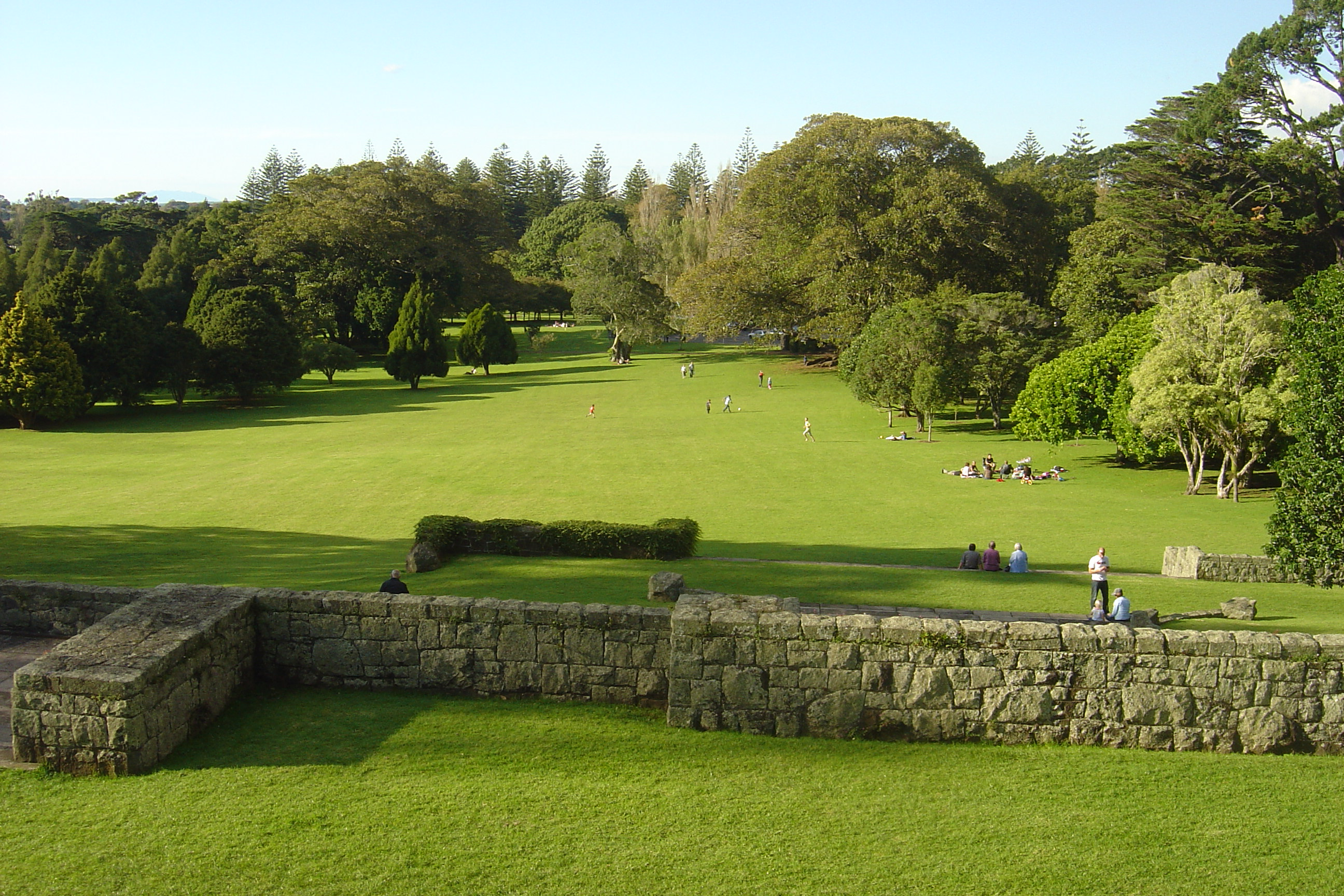
Cornwall Park

Cornwall Park, der den Berg umgibt, ist benannt nach Herzog und Herzogin von Cornwall und York, die späteren König Georg V. und Königin Mary des Vereinigten Königreichs. 
Das Gelände „Mount Prospect Estate“ wurde schon 1853 an John Logan Campbell und seinem Geschäftspartner William Brown verkauft. Sie haben es damals schon „One Tree Hill“ benannt. Obwohl Campbell selbst nicht dort wohnte, ließ er den Bauernhof bewirtschaften. Nach zwanzig Jahren löste sich Campbell der Partnerschaft mit Brown aus und wurde der einzige Besitzer des One Tree Hill Estates. 
John Logan Campbell wurde 1901 anlässlich eines Besuchs des Herzogs und der Herzogin von Cornwall und York Bürgermeister von Auckland. Er schenkte das Besitzrecht des Parkes dem Paar. Seitdem werden alle Angelegenheiten des Parks von Treuhändern geregelt. 
Die Landschaftsarchitektur wurde von Austin Strong nach dem Vorbild des Golden Gate Parks in San Francisco entworfen und umgesetzt. Beide Parks haben sehr große Freiflächen und Bäume in Gruppen angeordnet. Die offizielle Eröffnung fand 1903 vor der „Huia Lodge“, das jetzt Informationsstelle ist, statt.

## Der Baum
One Tree Hill hat nach der folgenden Geschichte den Ruf einer heiligen Stätte: Am Ende des 15. Jahrhunderts wanderte ein Teil eines Stammes der Māori, die Ngāti Awa, nach Süden. Während der Wanderungsbewegung bekam der Häuptling einen Sohn, während sie zeitweilig in der Gegend wohnten. Traditionsgemäß wurde die Nabelschnur abgeschnitten und vergraben. Allerdings wurde anstatt eines Steinmessers ein geschärfter Zweig des einheimischen Totara-Baumes benutzt. Die Nabelschnur wurde auf dem Gipfel vergraben und der Zweig darüber gepflanzt. Dieser Ableger schlug Wurzeln und wuchs zu einem riesigen Baum, der wegen seines Ursprungs als heilig betrachtet wurde.
Als die europäischen Siedler ankamen, und die Stadt Auckland gründeten, gab es auf dem Berg angeblich schon einen einzigen Baum, allerdings inzwischen ein Pohutukawa. Dieser wurde als Orientierungspunkt benutzt. John Logan Campbell nannte den Berg „One Tree Hill“.
In den 1870er Jahren wurde versucht, einheimische Bäume zu pflanzen, und als Schutz vor Wind mehrere Kiefern. Allerdings gingen alle Bäume bis auf zwei Kiefern ein. Eine davon wurde ca. 1960 gefällt.
Allerdings ist die Kiefer kein einheimischer Baum Neuseelands, stellte für Māori stets einen Affront dar und stand stellvertretend für deren kulturelle Unterdrückung. Mehrfach wurde die Kiefer deshalb beschädigt, zuletzt im Jahr 2000 so massiv, dass sie schließlich gefällt werden musste. Seither ist der Berggipfel baumlos, es steht lediglich der Obelisk. Pläne zum erneuten Bepflanzen des „No Tree Hill“ bestehen.

## One Tree Hill Obelisk

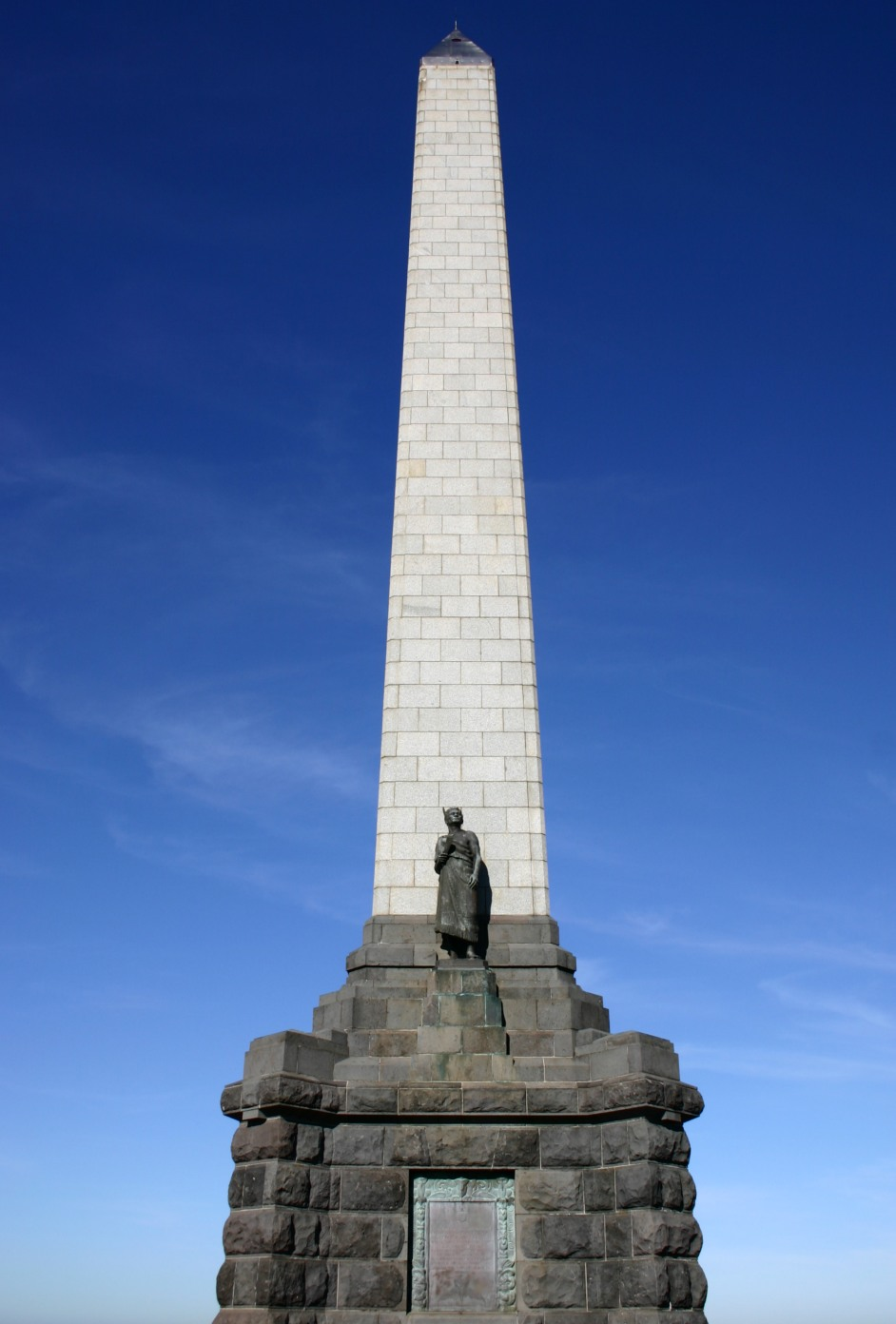
Obelisk

Der One Tree Hill Obelisk wurde schon 1940 vervollständigt, genau einhundert Jahre nach der Unterzeichnung des Vertrags von Waitangi und soll diesem gedenken. Während des Zweiten Weltkriegs wurde der Obelisk aber nicht enthüllt, da es gegen die Bräuche der Māori ist, während Kriegszeiten zu feiern.

## Galerie

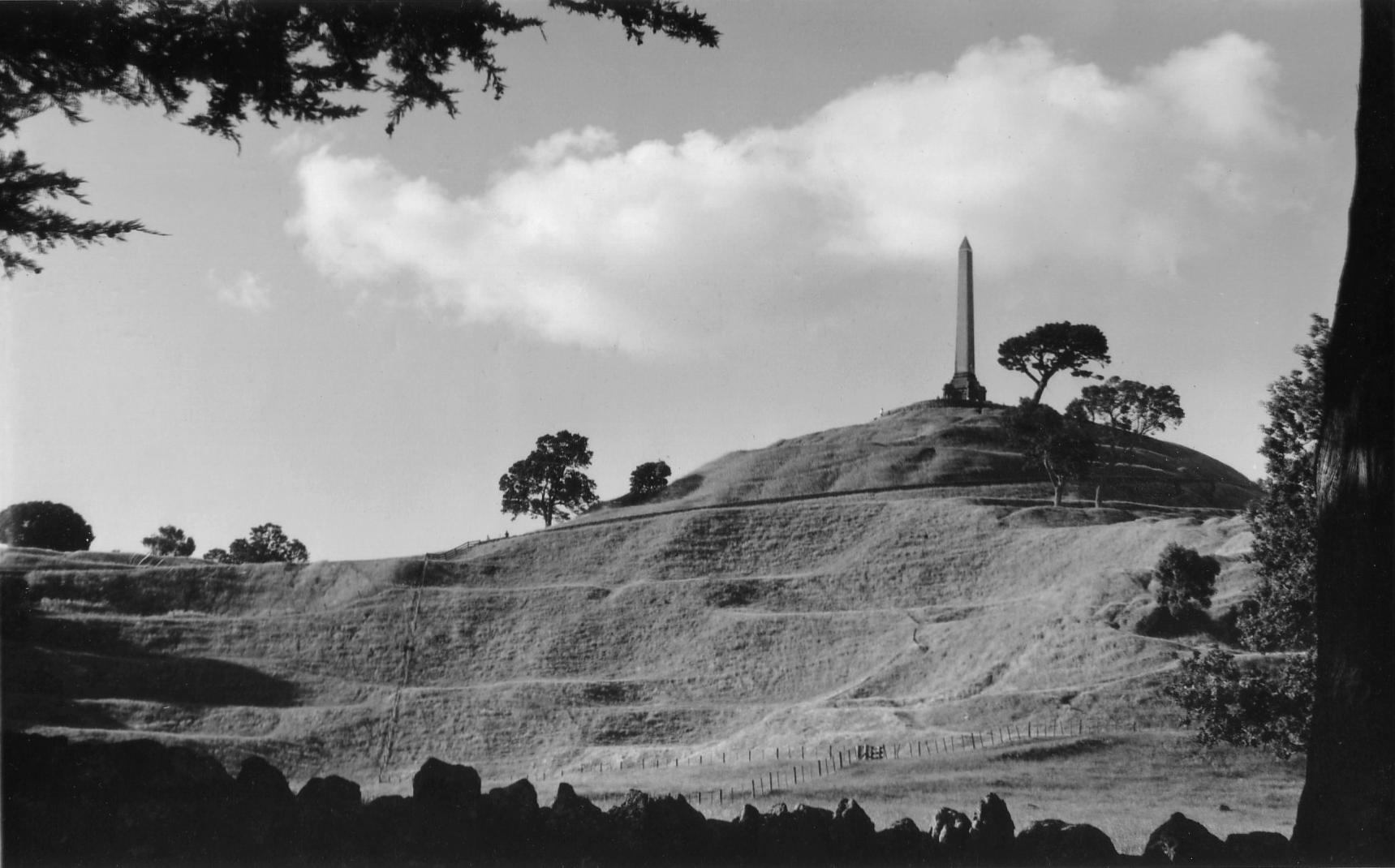
Der One Tree Hill mit dem damals noch vorhandenen Baum, Mitte der 1990er Jahre
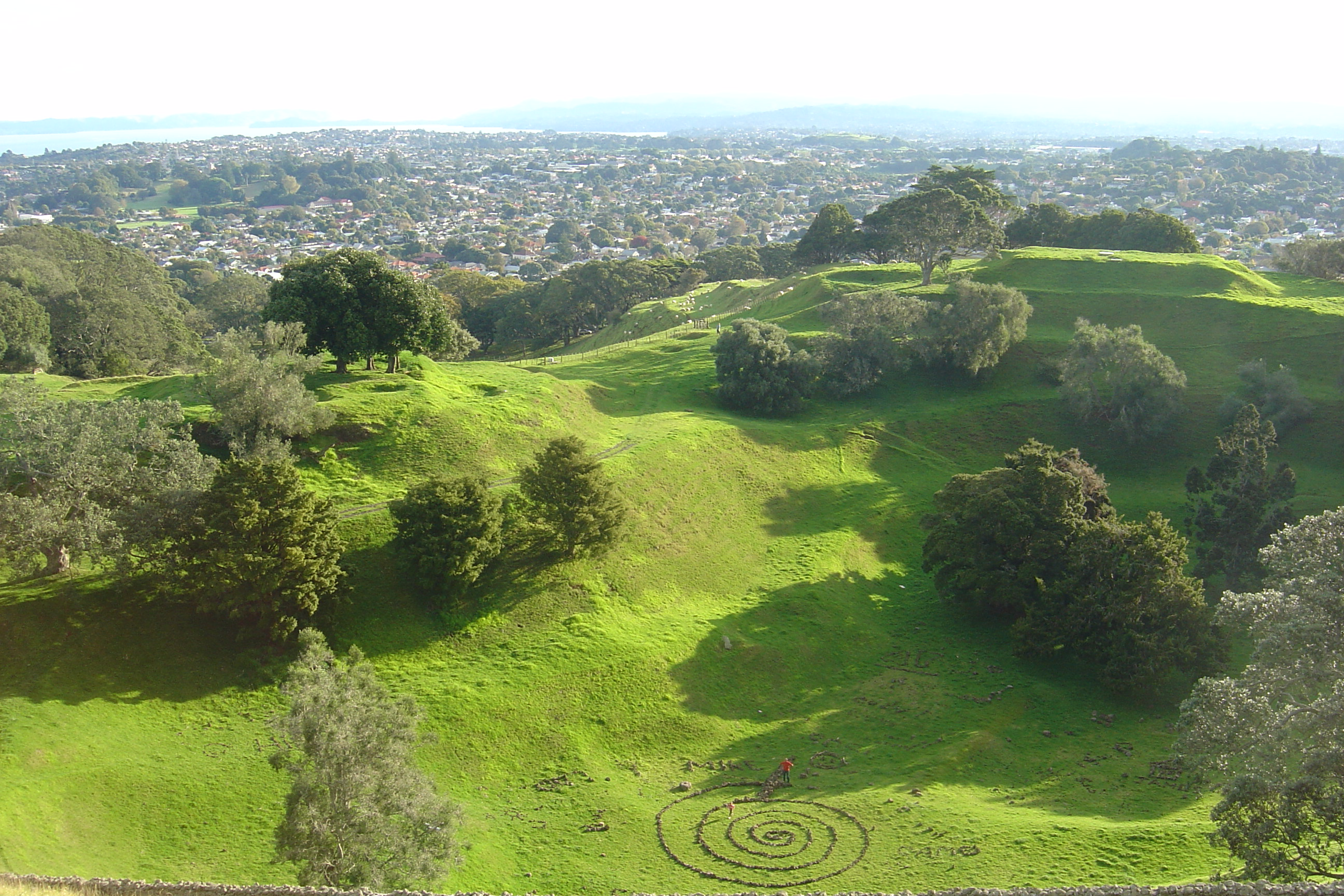
Krater am One Tree Hill-Gipfel
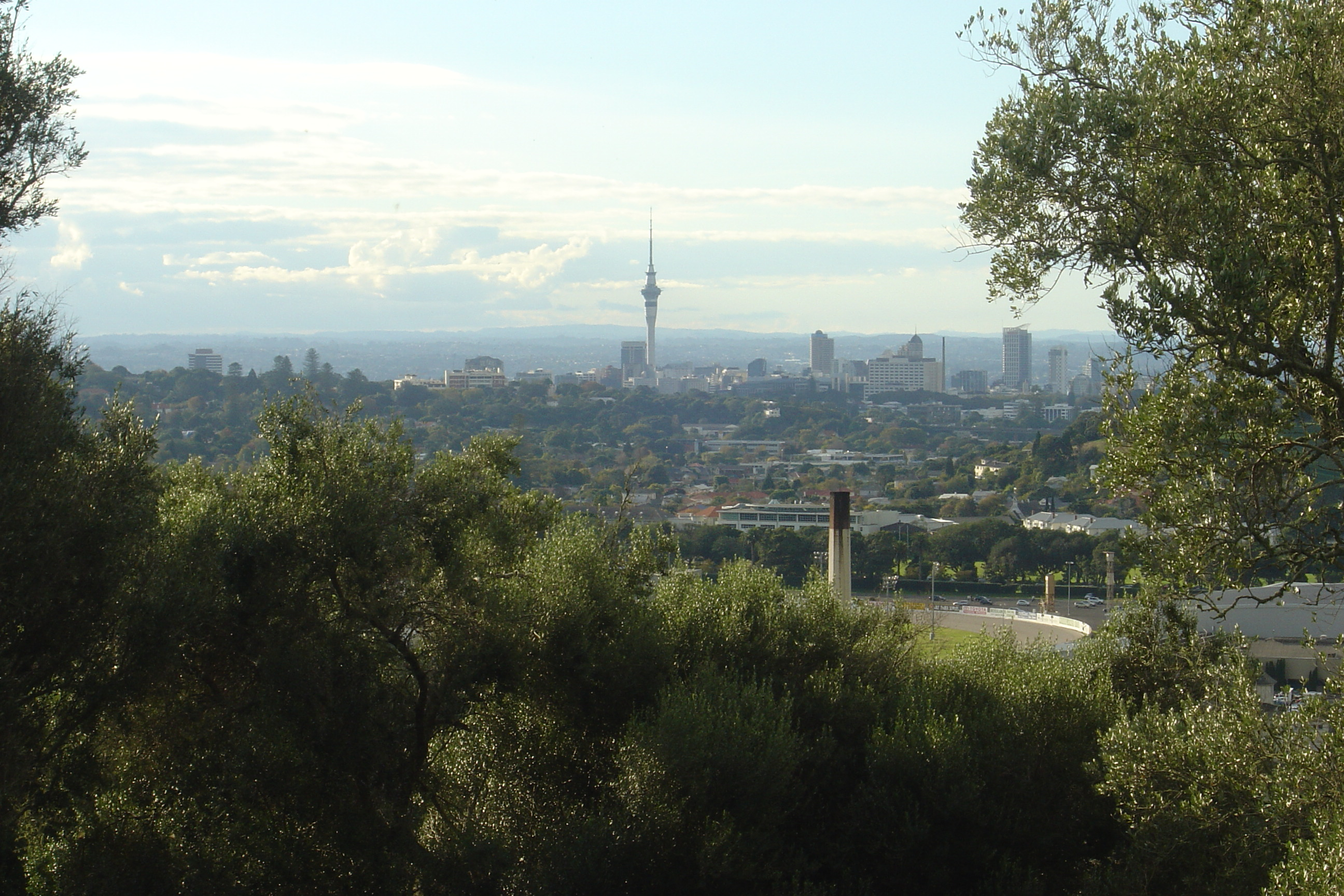
Blick auf Auckland
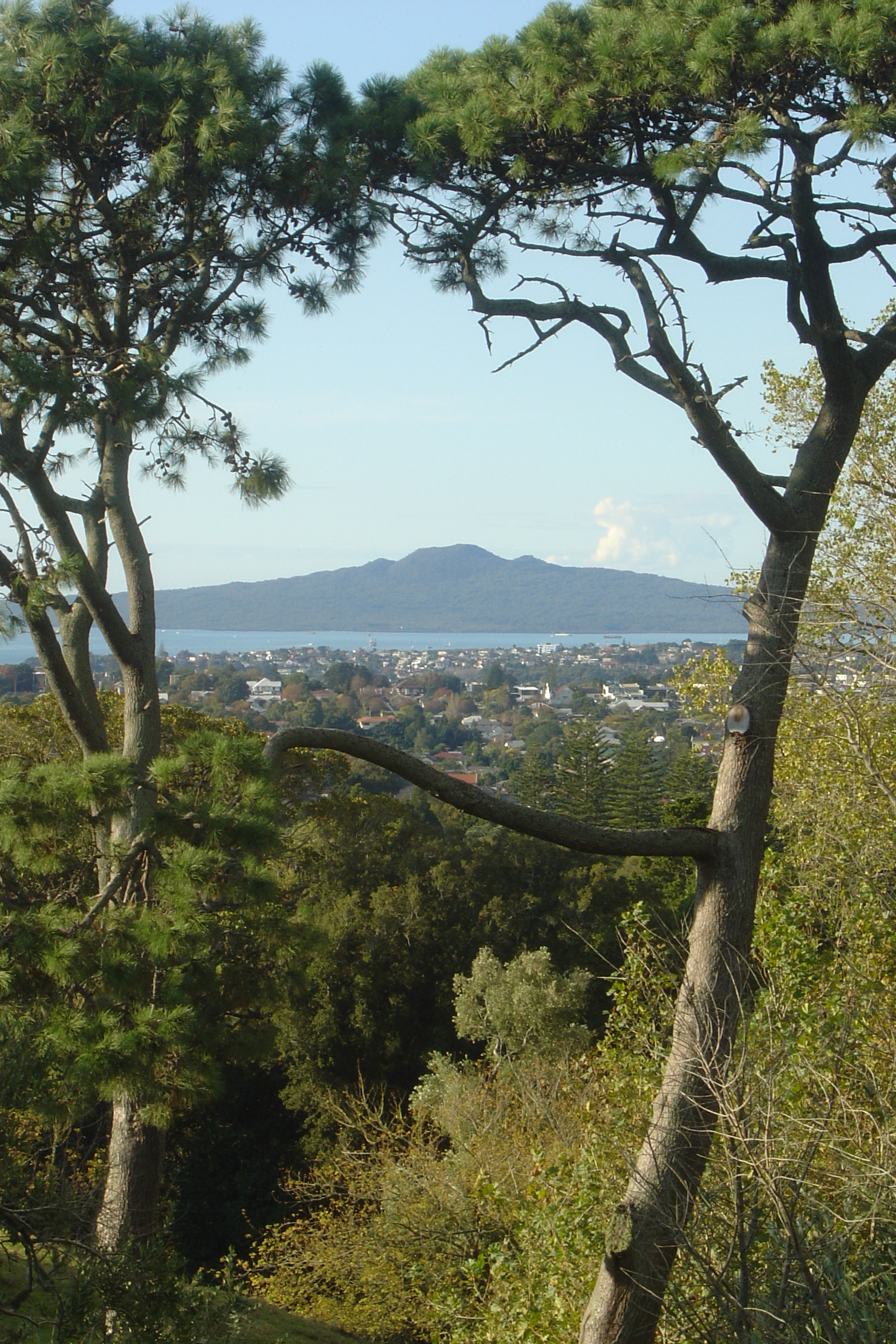
Rangitoto Island vom One Tree Hill-Gipfel aus
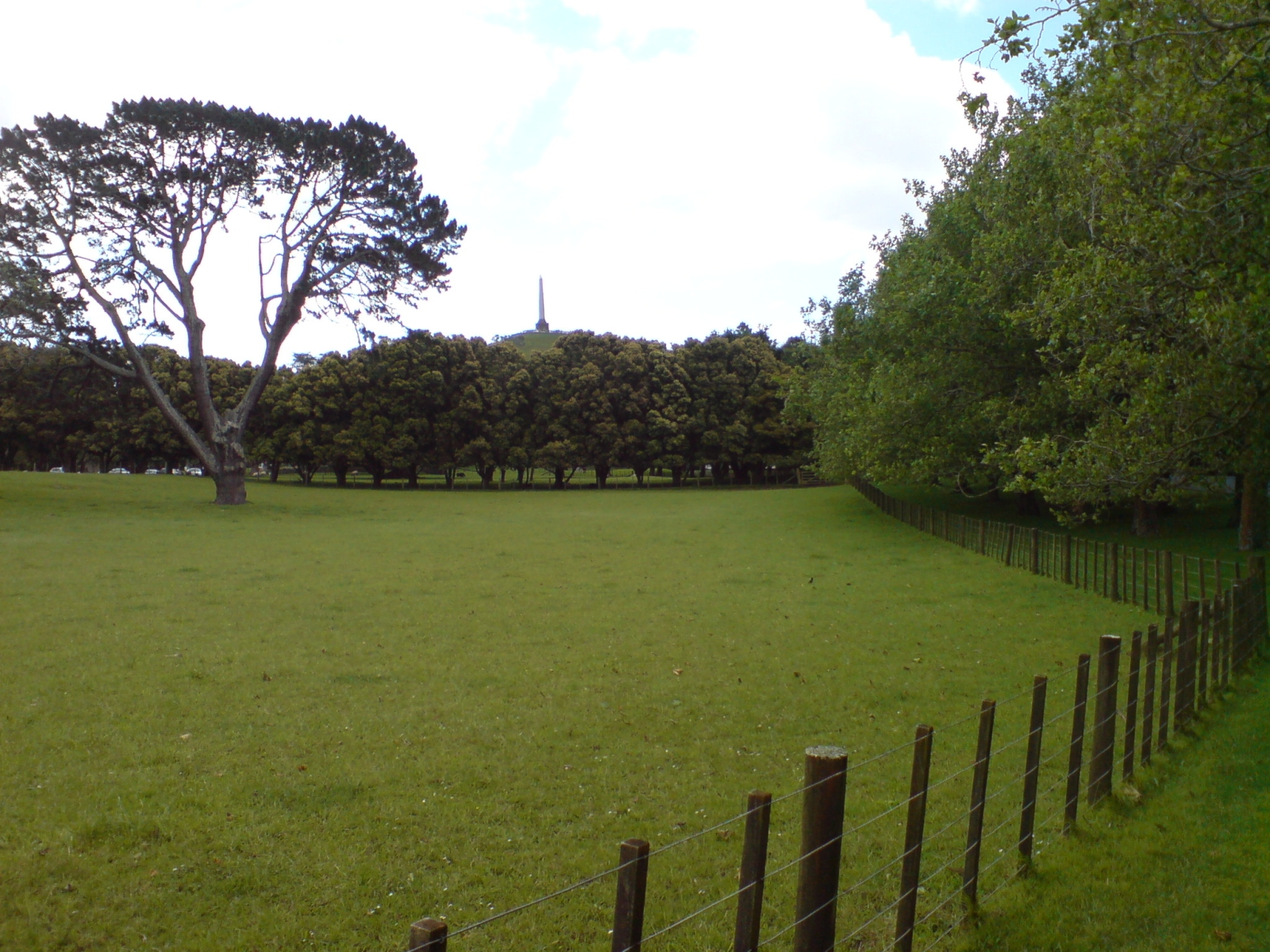
Cornwall Park